# Полторацкий, Константин Маркович
Константи́н Ма́ркович Полтора́цкий (27 мая 1781 — 15 марта 1858) — ярославский военный и гражданский губернатор (1830—1842), генерал-лейтенант русской императорской армии, участник пяти войн, включая Отечественную.

## Биография
Константин Маркович Полторацкий родился 21 (по другим данным 2 или 30) мая 1782 года. Отец — Марк Фёдорович Полторацкий, глава Придворной капеллы. Мать — Агафоклея Александровна Шишкова, в замужестве Полторацкая, знаменитая «Полторачиха». Константин Маркович имел много сестёр и братьев, дочерью одного из них была Анна Керн.
В возрасте 2-х лет Константин был записан в Семёновский лейб-гвардии полк фурьером. Получил домашнее воспитание и образование. В возрасте 15-ти лет был произведен в прапорщики своего полка. В 1802 года, служа полковым адъютантом, был замешан в историю поручика А. Шубина, сфабриковавшего, чтобы выслужиться, якобы раскрытый им заговор против императора. Полторацкий, поверив Шубину (который прострелил себе руку в Летнем саду), поехал ночью во дворец и поднял на ноги самого Александра I.
Принимал участие в Русско-австро-французской войне 1805 года и в Русско-прусско-французской войне 1807—1808 гг.. Проявил себя в битве при Аустерлице (награждён орденом Святой Анны 4 степени и произведен в штабс-капитаны) и в 1807 году в сражениях при Гейльсберге и Фридланде, за что был удостоен награждён орденом Святого Владимира 4 степени и произведен в капитаны. 20 мая 1808 года произведен в полковники.
В Русско-турецкой войне в 1810—1811 годах принимал участие в составе Дунайской армии, куда был откомандирован в 1810 году. Проявил себя в сражениях с турками при Батине, в осаде и взятии Силистрии. 15 мая 1811 года назначен шефом Нейшлотского пехотного полка. За штурм Ловчи в 1811 году был награждён Золотой шпагой «За храбрость». За освобождение села Громады — орден Святого Владимира 3 степени. С 10 января 1812 года был шефом Тифлисского пехотного полка, в феврале назначен командиром, а с 12 марта 1812 года назначен шефом Нашебургского пехотного полка, входившего в состав 1-й бригады 9-й пехотной дивизии корпуса Е. И. Маркова 3-й Резервной Обсервационной армии. В составе своего полка участвовал в Отечественной войне 1812 года. За сражение под Кобрином и Городечно награждён орденом Святого Георгия 4-й степени (22 ноября 1812 года). За отличие в бою под Кенигсвартом 15 сентября 1813 года произведен в генерал-майоры и назначен командиром бригады из Апшеронского и Нашебургского полков. В 1813 году сражался при осаде крепости Торна, в Битве под Лейпцигом, за что получил орден Святой Анны 1 степени.
В 1814 году участвовал в сражениях под Бриенном, Ла-Ротьером и Шампобером, где получил ранение и вместе с генералом З. Д. Олсуфьевым взят французами в плен. Из плена освобожден после взятия Парижа. Вернулся в свою бригаду. 29 июля 1817 года назначен командиром 3-й бригады 23-й пехотной дивизии. Продолжал службу во Франции в составе корпуса М. С. Воронцова до 1818 года. Вернувшись в Россию, был назначен командиром 2-й бригады 9-й пехотной дивизии. Офицеры и солдаты Нашебургского полка, по воспоминаниям современника, плакали при прощании с Полторацким, настолько сильную любовь и расположение подчиненных он заслужил. 13 марта 1822 года он был назначен «состоять по армии».
Согласно показанию М. И. Муравьёва-Апостола, К. М. Полторацкий являлся членом тайного общества Союза благоденствия (1818—1819), но вскоре вышел из него. К следствию по делу декабристов не привлекался.
28 января 1830 года переименован в тайные советники и назначен Ярославским гражданским губернатором. 18 февраля 1835 года получил чин генерал-лейтенанта и переименован ярославским военным губернатором с управлением гражданской частью. Сделал много полезного для развития просвещения и благотворительности в Ярославской губернии. В 1842 году вышел в отставку по состоянию здоровья. Последние годы жил в Санкт-Петербурге, где скончался 15 марта 1858 года и был похоронен в Сергиевой пустыни.

## Награды
- Орден Святой Анны 4-й степени (1805)[7]
- Золотая шпага «За храбрость» (1811)
- Орден Святого Георгия 4-й степени (1812)
- Орден Святой Анны 1-й степени (1813)
- Орден Святого Владимира 2-й степени (1831)
- Императорская корона к Ордену Святой Анны 1-й степени (1833)
- Знак отличия беспорочной службы за XXX лет (1833)
- Орден Белого Орла (1837)

иностранные:
- Прусский Орден Красного Орла 2-й степени (1813)
- Шведский Орден Меча 1-й степени (1813)
- Прусский орден Pour le Mérite (1814)

## Семья
Супруга (с 18 августа 1818 года) — княжна Софья Борисовна Голицына (15.04.1795—19.11.1871), дочь генерал-лейтенанта князя Б. А. Голицына; фрейлина высочайшего двора и кавалерственная дама ордена Святой Екатерины меньшего креста; получила в приданое более 1000 душ крепостных в Козельском и Новоторжском уездах. Воспитана была француженкой из свиты герцогини Полиньяк. По словам современницы, мадам Полторацкая была «определенно не красавица, но миловидна, разговаривала хорошо и учтиво, что уже было шармом». В её ярославской гостиной маркиз де Кюстин, по собственному признанию, чувствовал себя как «в Лондоне или скорее в Петербурге». Овдовев, жила в столице в доме своей сестры, известной благотворительницы Татьяны Потёмкиной на ул. Миллионной, д. 22, где и умерла внезапно от остановки сердца. Похоронена рядом с мужем в Сергиевой пустыни. По замечанию родственницы:
О кончине госпожи Полторацкой вообще мало кто сожалел из-за её деспотического характера, который совершенно заслонял в ней её добрые качества. В общем, эгоизм, тщеславие, деспотизм и привычка не видеть вокруг никого, кроме себя, были её отличительными качествами.
- Борис Константинович (09.01.1820—08.02.1850[13]), ротмистр лейб-гвардии Гусарского Его Величества полка, неженат, умер от грудной водянки.